# Park Gyu-young
Park Gyu-young (en hangul, 박규영; Busan, 27 de julio de 1993) es una actriz surcoreana.

## Carrera
Desde el 2019 forma parte de la agencia "Saram Entertainment". Previamente formó parte de la agencia JYP Entertainment hasta agosto del 2019.
En 2016 se unió al elenco recurrente de la serie Solomon's Perjury, donde dio vida a Baek Hye-rin, una estudiante y la novia de Choi Woo-hyuk (Baek Chul-min).
En el 2017 apareció como invitada en la serie Suspicious Partner, donde interpretó a Park So-young, una víctima de asalto que se quita la vida luego de ser abusada, así como la mujer que Jung Hyun-soo (Dong Ha) amaba.
En 2018 apareció como invitada en la serie Queen of Mystery 2, donde dio vida a Jang Se-yeon, la hija de Jang Myung-hoon (Hong Sung-duk).
El 28 de septiembre del mismo año se unió al elenco del especial The Tuna and the Dolphin donde interpretó a Kang Hyun-ho, una mujer que nunca ha estado en una relación antes, por lo que se enamora fácilmente.
En septiembre del mismo año se unió al elenco recurrente de la serie The Third Charm, donde dio vida a On Ri-won, la hermana menor de On Joon-young (Seo Kang-joon) y novia de Hyun Sang-hyun (Lee Sang-yi).
En enero de 2019 se unió al elenco recurrente de la serie Romance Is a Bonus Book, donde interpretó a Oh Ji-yool, una nueva recluta superficial y mimada del equipo de la editorial, con una madre autoritaria.
En abril del mismo año se unió al elenco recurrente de la serie The Nokdu Flower, (también conocida como "Mung Bean Flower") donde dio vida a Hwang Myung-shim, la hermana menor de Hwang Seok-joo (Choi Won-young) y prometida de Baek Yi-hyun (Yoon Shi-yoon).
En junio del 2020 se unió al elenco de la serie It's Okay to Not Be Okay, donde interpretó a Nam Joo-ri, una enfermera que trabaja en una sala psiquiátrica, hasta el final de la serie el 9 de agosto del mismo año. El 18 de diciembre del mismo año se unió al elenco recurrente de la serie Sweet Home donde dio vida a Yoon Ji-soo.
En julio de 2021 se unió al elenco de la serie The Devil Judge donde interpretó a Yoon Soo-hyun, una joven detective y miembro del equipo de la unidad de investigación regional que buscan descubrir los secretos de Kang Yo-han (Ji Sung). El 22 de septiembre del mismo año se unió al elenco principal de la serie Dali and Cocky Prince (también conocida como "Dal Li and Gamja-tang") donde da vida a Kim Dal-li, una investigadora del Museo Kröller-Müller que luego se convierte en la directora del Museo de Arte Chungsong.

## Filmografía

### Series de televisión
| Año     | Título                           | Personaje              | Notas                               | Ref.                 |
| ------- | -------------------------------- | ---------------------- | ----------------------------------- | -------------------- |
| 2016    | Let's Fight, Ghost               | —                      |                                     |                      |
| 2016-17 | Solomon's Perjury                | Baek Hye-rin           |                                     |                      |
| 2017    | Suspicious Partner               | Park So-young          |                                     |                      |
| 2017    | Fight for My Way                 | —                      | Ep. 16                              |                      |
| 2017    | Magic School                     | Woo-ri                 | Serie web                           |                      |
| 2017    | Kang Deok Sun’s Love History     | Na Ae-hyang            | Drama Special Season 8 - 1 episodio |                      |
| 2017    | Buzzcut Love                     | Hermana de Yoo Ji-yool | Drama Special Season 8 - 1 episodio |                      |
| 2017    | Just Between Lovers              | So-mi                  |                                     | [ 17 ]               |
| 2018    | Queen of Mystery 2               | Jang Se-yeon           |                                     |                      |
| 2018    | Miss Independent Ji Eun Season 1 | Kim Ji-eun             | Serie web, 8 episodios              |                      |
| 2018    | Life on Mars                     | Hija                   |                                     |                      |
| 2018    | The Tuna and the Dolphin         | Kang Hyun-ho           | Drama Special Season 9 - 1 episodio |                      |
| 2018    | The Third Charm                  | On Ri-won              |                                     |                      |
| 2019    | Romance Is a Bonus Book          | Oh Ji-yool             |                                     |                      |
| 2019    | The Nokdu Flower                 | Hwang Myung-shim       |                                     |                      |
| 2020    | It's Okay to Not Be Okay         | Nam Joo-ri             |                                     |                      |
| 2020    | Sweet Home                       | Yoon Ji-soo            |                                     |                      |
| 2021    | The Devil Judge                  | Det. Yoon Soo-hyun     |                                     | [ 18 ]               |
| 2021    | Dali and Cocky Prince            | Kim Dal-li             |                                     |                      |
| 2023    | Celebridad                       | Seo A-ri               | Serie web                           | [ 19 ] [ 20 ] [ 21 ] |
| 2023-24 | Un buen día para ser un perro    | Han Hae-na             |                                     | [ 22 ]               |
| 2024    | El juego del calamar 2           | Kang No-eul            | Serie web                           |                      |
| 2025    | El juego del calamar 3           | Kang No-eul            | Serie web                           |                      |

### Películas
| Año  | Título          | Personaje        | Notas |
| ---- | --------------- | ---------------- | --- |
| 2017 | Heart Blackened | -                | Junto a Choi Min-shik, Park Shin-hye, Ryu Jun-yeol, Lee Soo-kyung, Park Hae-joon, Jo Han-chul y Lee Ha-nui |
| 2018 | Wretches        | Ye Ri / Bo Young | Junto a Lee Won-keun, Lee Yi-kyung, Oh Seung-hoon y Kim Jong-hoon                                          |
| 2018 | Love+Sling      | So-young         | Junto a Lee Sung-kyung, Kim Min-jae, Yoo Hae-jin, Sung Dong-il, Jin Kyung, Na Moon-hee y Kim Tae-hoon      |

### Programas de variedades
| Año  | Título                                   | Notas   |
| ---- | ---------------------------------------- | ------- |
| 2018 | Nemo Travel: A Trip to Western Australia | miembro |
| 2019 | Nemo Travel: Southern France             | miembro |

### Presentadora
| Año  | Evento                                   | Notas                     |
| ---- | ---------------------------------------- | ------------------------- |
| 2020 | 2020 Mnet Asian Music Awards (2020 MAMA) | presentadora de categoría |

### Aparición en videos musicales
| Año  | Artista(s)      | Canción                                    | Notas                | Ref.   |
| ---- | --------------- | ------------------------------------------ | -------------------- | ------ |
| 2018 | Urban Zakapa    | "You Are the Reason" (이 밤이 특별해진 건) | Junto a Cha Eun-woo  | [ 24 ] |
| 2017 | J.Y. Park       | "Blue and Red"                             |                      | [ 25 ] |
| 2017 | DAY6            | "I Like You" (좋아합니다)                  | Junto a Jung Gun-joo | [ 26 ] |
| 2016 | Jo Kwon         | "Crosswalk" (횡단보도)                     | Junto a Suho         | [ 27 ] |
| 2015 | Wilcox (윌콕스) | "Cake Shop"                                |                      | [ 28 ] |

### Anuncios
| Año  | Título      | Notas                |
| ---- | ----------- | -------------------- |
| 2016 | EDWIN Korea | junto a Kim Min-Seok |
| 2016 | Power 100   |                      |
| 2015 | I'M MEME    |                      |

### Revistas / sesiones fotográficas
| Año  | Título            | Notas                   | Ref.   |
| ---- | ----------------- | ----------------------- | ------ |
| 2021 | ELLE Korea        |                         | [ 29 ] |
| 2021 | Polham            | Junto a Kim Young-kwang |        |
| 2021 | 1st Look Magazine | Junto a Go Min-si       | [ 30 ] |

## Premios y nominaciones
| Año  | Premio                      | Categoría                          | Trabajo               | Resultado | Ref.   |
| ---- | --------------------------- | ---------------------------------- | --------------------- | --------- | ------ |
| 2021 | Premios KBS Drama           | Mejor actriz revelación            | Dali and Cocky Prince | Ganadora  | [ 31 ] |
| 2021 | Premios KBS Drama           | Mejor pareja (junto a Kim Min-jae) | Dali and Cocky Prince | Ganadores |        |
| 2021 | 57.os Premios Baeksang Arts | Mejor actriz revelación            | Sweet Home            | Nominada  | [ 32 ] |